# 清原滝雄
清原 滝雄（きよはら の たきお）は、平安時代初期から前期にかけての貴族。右大臣・清原夏野の次男。官位は従四位上・中務大輔。

## 経歴
淳和朝の天長3年（826年）右兵衛少尉に任官したのち、右衛門大尉・左衛門大尉と武官を歴任する。天長7年（830年）父・夏野が新たに造営した双岡山荘に淳和天皇が行幸した際、滝雄は従五位下に叙爵される。天長8年（831年）侍従次いで雅楽頭に任ぜられる。
仁明朝の承和元年（834年）4月に嵯峨上皇が双岡山荘に行幸した際、夏野の3人の息子が昇叙されたが、滝雄は従五位下から従四位下へと一挙に4階の加叙を受け、同年7月には参議に昇進した藤原良房の後任として蔵人頭に任ぜられる。承和4年（837年）10月の父・夏野の死去に伴い喪に服すが、ひどく嘆き悲しんで痩せ衰えてしまったという。承和7年（840年）病気を理由に蔵人頭を解任される。
嘉祥3年（850年）文徳天皇が即位すると従四位上に昇叙され、治部大輔に任ぜられる。仁寿4年（854年）安芸守として地方官に転じ、文徳朝末の天安2年（858年）中務大輔に遷り京官に復す。
貞観5年（863年）1月11日卒去。享年65。最終官位は従四位上行中務大輔。

## 官歴
注記のないものは『六国史』による。
- 天長3年（826年） 日付不詳：右兵衛少尉
- 天長4年（827年） 日付不詳：右衛門大尉
- 時期不詳：正六位上。左衛門大尉
- 天長7年（830年） 9月21日：従五位下
- 天長8年（831年） 8月：侍従。日付不詳：雅楽頭
- 時期不詳：中務大輔[2]
- 承和元年（834年） 4月21日：従四位下。7月：蔵人頭[2]
- 承和4年（837年） 10月：辞官（父服喪）。12月：復本官
- 承和7年（840年） 正月30日：美作守。2月：解蔵人頭[2]
- 嘉祥3年（850年） 4月17日：従四位上。11月23日：治部大輔
- 嘉祥4年（851年） 4月1日：出居侍従
- 仁寿4年（854年） 正月16日：安芸守
- 天安2年（858年） 5月11日：中務大輔。8月27日：装束司（文徳天皇崩御）
- 貞観2年（860年） 8月：辞官（母服喪）。10月：復本官
- 貞観5年（863年） 正月11日：卒去（従四位上行中務大輔）